# Gössnitzkopf
Der Gössnitzkopf ist ein 3096 m ü. A. hoher Berggipfel in der Schobergruppe an der Grenze zwischen Osttirol und Kärnten (Österreich). Er liegt an der Grenze zwischen den Gemeinden Nußdorf-Debant und Heiligenblut am Großglockner. Benachbarte Gipfel sind im Nordnordwesten die Südliche- und Nördliche Talleitenspitze.
Der Gössnitzkopf ist ein wenig bekannter Gipfel an der Landesgrenze zwischen Kärnten und Osttirol. Er bildet den höchsten Punkt eines Felsgrates oberhalb der Gössnitzscharte, die auf dem Weg zwischen der Lienzer Hütte und der Elberfelder Hütte durchschritten wird. Der Normalanstieg auf den Gössnitzkopf erfolgt von der Lienzer Hütte über die Gössnitzscharte auf die Ostflanke des Gössnitzkopfs. Über Stein- und Schutthalden führt der unmarkierte Weg durch die ostseitige Flanke, wobei der Südostgrat des Gössnitzkopfs erst kurz vor dem Gipfel erreicht wird. Der Schlussanstieg weist den Schwierigkeitsgrad I auf. Eine weitere Möglichkeit den Gössnitzkopf zu besteigen, ist der Anstieg von der Gössnitzscharte direkt über den Grat, der jedoch Schwierigkeitsgrade von II bis III aufweist und eine Seilsicherung ratsam macht.